# Конрад I фон Лихтенберг
Конрад I фон Лихтенберг (на немски: Konrad I von Lichtenberg; * сл. 1251; † 26 февруари 1294 или 18 януари 1305) от старата линия Лихтенберг на фамилията на господарите на Лихтенберг в Долен Елзас е фогт на Страсбург.
Той е син на Хайнрих II фон Лихтенберг († пр. 9 февруари 1269) и първата му съпруга графиня Аделхайд фон Еберщайн († 1 ноември 1291), дъщеря на граф Ото I фон Еберщайн († 1279) и първата му съпруга графиня Кунигунда фон Урах и Фрайбург († 1244).
Конрад I умира рано и Йохан I фон Лихтенберг, от младата линия на фамилията, е опекун на децата му.

## Фамилия
Конрад I фон Лихтенберг се сгодява на 20 юни 1282 г. и се жени пр. 23 октомври 1283 г. за графиня Агнес фон Тек (* ок. 1260; † 7 март 1296), дъщеря на херцог Лудвиг I фон Тек († 1282/1283). Те имат три деца:
- Йохан (Ханеман) II Млади († 13 февруари 1366), шеф на старата линия Лихтенберг, фогт на Страсбург, женен пр. 30 ноември 1313 г. за графиня Йохана фон Лайнинген († сл. 29 октомври 1346)
- Агнес († между 22 май 1377 – 30 юли 1378 или сл. 1341), омъжена пр. 1303 г. за Йохан фон Верд/Йофрид фон Форбах († 17 юни 1316)
- Хайнрих († 23 октомври 1316)